# Ариав, Хаим
Ариав Хаим (1895, Лида, Виленской губернии — 16 июня 1957, Израиль) — израильский общественный и политический деятель. Депутат Кнессета 2-3-го созывов от партии общих сионистов.

## Биография
Родился в семье преподавателя иврита и основателя местного Хедера-Метукана Шломо Арье Крупского и Хаи Сары Новопроцкой. Получил традиционное еврейское начальное образование в хедере. В 1912 перебрался в Эрец-Исраэль. Окончил гимназию «Герцлия» (вовремя учёбы — член комиссии «Ха-Дор Ха-Цари» и Союза учеников).
По окончании учёбы вызвался добровольцем в турецкую армию. Прошёл обучение в офицерской школе в Константинополе. Служил в качестве преподавателя в армейской школе в Дамаске. После раскрытия группы «Нили» был задержан и отправлен на фронт в качестве офицера и переводчика.

В 1925 окончил юридическую школу в Иерусалиме и получил право заниматься юридической практикой. В 1919 году начал работать в секретариате «Комитета делегатов», и со временем стал секретарём комитета. В период с 1929 по 1931 служил на посту секретаря по общим вопросам Еврейского агентства в Иерусалиме, а затем до 1951 — в качестве секретаря объединения крестьян.

На протяжении многих лет принимал участие в политическом движении Партии общих сионистов, состоял членом исполнительного комитета и председателем муниципального отдела «Объединения граждан». Был среди основателей и членом администрации газеты «Ха-Бокер».

Депутат Кнессета 2-3-го созывов от партии общих сионистов.